# 嫌嫌
「嫌嫌」（いやいや）は、Novelbrightの楽曲。2023年3月15日にユニバーサルシグマより、13作目の配信限定シングルとして各種音楽配信サービスにて配信が開始された。

## 概要
2023年3月19日に東京都立川市のGREEN SPRINGSにて開催した野外フリーライブにて初披露された楽曲で、本作は、竹中によるとNovelbrightの楽曲で初めて自身以外のメンバー（山田海斗）がメロディをつけたといい、歌詞についても女性目線で描かれた男女の物語をテーマにしたと述べている
リリース当日には田辺桃子が出演したミュージックビデオが公開された。
2023年9月には、本楽曲をテーマにしたショートドラマがごっこ倶楽部により制作され、YouTubeとTikTokにて公開され、メンバーの圭吾とねぎがドラマにカメオ出演した。

## 収録内容
| #         | タイトル  | 作詞      | 作曲               | 編曲        | 時間 |
| --------- | --------- | --------- | ------------------ | ----------- | ---- |
| 1.        | 「嫌嫌」  | 竹中雄大  | 竹中雄大、山田海斗 | Novelbright | 3:41 |
| 合計時間: | 合計時間: | 合計時間: | 合計時間:          | 合計時間:   | 3:41 |